# Монако на «Евровидении-1963»
Монако приняло участие в Евровидении 1963, проходившем в Лондоне, Великобритания. Княжество представила Франсуаза Арди с авторской песней «L’amour s’en va», выступившая под номером 15. В этом году страна получила 25 баллов, заняв пятое место. Комментатором конкурса от Монако в этом году стал Пьер Черния (Télé Monte Carlo).
Франсуаза Арди выступила в сопровождении оркестра под руководством Раймона Лефевра.
Франсуаза была выбрана на внутреннем отборе телекомпанией TMC.

## Страны, отдавшие баллы Монако
Каждая страна присуждала от 1 до 5 баллов пяти наиболее понравившимся песням.
| Отдали Монако…   | Отдали Монако… | Отдали Монако… | Отдали Монако…        | Отдали Монако…                             |
| 5 баллов         | 4 балла        | 3 балла        | 2 балла               | 1 балл                                     |
| ---------------- | -------------- | -------------- | --------------------- | ------------------------------------------ |
| Германия Франция | Швеция         | Италия         | Нидерланды Люксембург | Югославия Австрия Швейцария Великобритания |

## Страны, получившие баллы от Монако
| 5 баллов | Италия         |
| 4 балла  | Швейцария      |
| 3 балла  | Германия       |
| 2 балла  | Франция        |
| 1 балл   | Великобритания |